# Castell d'Albons
El Castell d'Albons és una edificació que fou l'origen del nucli homònim (Baix Empordà), declarada bé cultural d'interès nacional. El 1595 hi néixer el monjo dominic Tomàs de Vallgornera, autor d'obres filosòfiques i religioses.

## Història
La primera referència documental és del 980, quan s'esmenta el lloc d'Alburne al comtat d'Empúries, si bé al segle xii apareix en una relació d'albergs del comte de Rosselló. A principis del segle xiii, la família Destorrent el tenia en feu dels senyors de Torroella de Montgrí, i el 1269, el domini directe passà a mans de Dalmau VI de Rocabertí, vescomte de Rocabertí, que el 1271 permutà Albons i Torroella per altres castells amb l'infant Pere. El 1311, el rei Jaume II va vendre el domini directe feudal d'Albons al comte d'Empúries Ponç V, que va començar la fortificació de la població. El rei, que estava alçant el seu castell del Montgrí, li va prohibir que continués les obres tant del castell d'Albons com el de Bellcaire.
Tanmateix, la castlania va continuar en mans dels Destorrent, fins que la pubilla Gueraua aportà el castell en dot al seu marit Berenguer d'Orriols, senyor del castell d'Orriols. El 1322, ja mort Ponç V, Jaume II va fer donació a l'hereu Bernat d'Orriols i Destorrent del mer i mixt imperi sobre el castell. La seva filla Caterina es va casar amb Bernat Alemany de Foixà i de Porqueres, varvessor de Foixà. L'hereu fou el seu fill Arnau d'Orriols, òlim de Foixà i d'Orriols, que es casà en primeres noces amb Beatriu de Boixadors i Satallada, i en segones amb Alamanda de Sacirera,
L'hereu fou Arnau de Foixà i de Sacirera, que morí sense fills després de dos matrimonis i fou succeït pel seu germà Hug Benet. Es va casar amb Beatriu de Sarroca, senyora de Romanyà, amb qui tingué Pere de Foixà i de Sarroca, senyor d'Albons i de Romanyà.  Va morir sense fills legítims després de dos matrimonis, i fou succeït pel seu besnebot Galceran de Foixà i de Cruïiles, de la línia dels varvassors de Foixà. Aquest es va casar amb Caterina (o Caterina Júlia) de Millars, i fou succeït per la seva filla Damiata de Foixà i de Millars, que el 1550 es va casar amb el seu cosí germà Rafael de Vallgornera i de Foixà.
El seu fill Jaume de Vallgornera i de Foixà es va casar en primeres noces amb Anna de Santjust i de Sagarriga i en segones amb Anna de Senesterra. El succeí el seu fill Francesc de Vallgornera i de Sant Just que es casà dues vegades: la primera amb la seva cosina germana Marianna de Sant Just i de Ferrer (†1612), i la segona amb Marianna de Cardona i de Raset, amb qui tingué Jeroni de Vallgornera i de Cardona. Aquest es va casar amb Teresa de Gilabert i de Meca, de qui no tingué cap fill. Va morir el 1680, i el castell d'Albons i la torre de Caldes de Montbui passaren a mans del seu parent sicilià Jeroni de Vallguarnera i Starrabba, un dels fills de Vidal de Vallguarnera i Lanza di Trabia, primer duc d'Arenella i príncep de Niscemi. Aquest va morir el 1692 sense descendència i fou succeït pel seu germà Josep.
Tanmateix, el testament de Jeroni de Vallgornera va ser impugnat per Teresa de Vallgonera i de Gilabert i Josep de Santjust-Pagès i de Peixau, i aquest darrer esdevingué senyor d'Albons. El 1761 es va casar amb Maria de Planella i Xammar, i foren pares de Teresa de Santjust i de Planella, que es va casar amb Josep de Cortada i Bru, senyor de Maldà i Maldanell. i agutzir major de Catalunya. La seva filla Teresa de Cortada i de Santjust es va casar amb Gaietà Antoni d'Amat i de Junyent, coronel de dragons d'infanteria, l'hereu fou Rafael d'Amat i de Cortada (1746-1819), que el 1766 va rebre el títol de baró de Maldà i Maldanell de mans de Carles III. Aquell mateix any, es va casar amb la seva cosina germana Esperança d'Amat i de Rocabertí, filla del segon marquès de Castellbell.
L'hereu Rafael d'Amat i d'Amat (1778-1819) va morir sense fills i va ser succeït pel seu germà Gaietà (†1863), que també morí sense descendència i fou succeït pel seu nebot Gaietà Maria d'Amat i d'Amat (1803-1868), quart marquès de Castellbell i cinquè de Castellmeià. El succeí el seu nebot Josep de Càrcer i d'Amat (1836-1905), casat amb Maria Josepa de Ros i de Càrcer. Maria Dolors de Càrcer i de Ros (1867-1939), setena marquesa de Castellbell i novena de Castellmeià i novena baronessa de Maldà i Maldanell, es va casar el 1887 amb Lluís de Vilallonga i de Sentmenat, baró de Segur, i la succeí el seu segon fill, Joaquim de Vilallonga i de Càrcer (1896-1968). El 1943 es va casar amb  Isabel Girona i Villavecchia, i fou succeït pel seu fill Joan de Vilallonga i Girona (1944), casat el 1968 amb Mercè Font i Bofill.

## Arquitectura
A la banda nord de l'església de Sant Cugat, hi ha un gran casal fortificat que va aprofitar part de l'antic castell medieval. L'edifici és de planta quadrada i té planta baixa i dos pisos i teulada a doble vessant. Els baixos tenen voltes de pedra morterada i les estances superiors voltes de llunetes. Presenta portes de gran dovellatge, finestres de llinda monolítica (algunes amb dates del segle xvii) i escales de pedra, una de les quals esà adossada a la façana del migdia. Entre aquest casal i l'església hi ha un pati, tancat a ponent per un alt mur amb un gran portal adovellat de mig punt. A principis de la dècada del 1980, fou rehabilitat i convertit en diversos habitatges.
A la plaça Major, a ponent del castell i l'església, hi ha l'únic vestigi de la muralla, la meitat inferior d'una torre medieval, de planta quadrangular, espitllerada, construïda amb grans rebles devastats i carreus angulars.